# J.L. Ussing (fotograf)
 Der er flere personer med dette navn, se J.L. Ussing.
Johan Ludvig Ussing (29. januar 1813 i Ribe – 5. juli 1899 i Randers) var en dansk maler og fotograf, bror til Stephan Ussing.
Han var søn af maleren, snedker Peder Ussing og Boel Kirstine Jensen. Formentlig blev han uddannet maler hos faderen. Hans talent var begrænset, og der kendes kun få malerier fra hans hånd.
I lighed med så mange andre malere ændrede han karriere, da det fotografiske medium dukkede op. Ussing udørte daguerreotypier i Randers i hvert fald fra 1846 og anføres som portræt- og dekorationsmaler sammesteds fra ca. 1850. Sammen med Marcus Selmer, der var provisor på Svaneapoteket i Randers, grundlagde han daguerreotypien i denne by, og han hører således til den første generation af fotografer. Baseret på annoncering i lokale aviser kan Ussings fotografiske rejser til øvrige nørrrejyske købstæder kortlægges. 
Ussing blev gift 20. marts 1840 i Ribe med sin slægtning Christence Nielsine Ussing (25. december 1812 sammesteds - 20. august 1887 i Laurbjerg Sogn), datter af hospitalsforstander i Ribe Theodosius Ussing og Cathrine Elisabeth Rotmann Kaalund. 
Han er begravet på Sankt Mortens Kirkegård i Randers.

## Værker
Malerier:
- Portræt af den treårige Marie Sophie Faith, senere gift Baadsgaard (1841)
- Orlogsskibe og sejlere uden for Kronborg (1875, Ribe Kunstmuseum)
- Kurv med blomster og frugter (1879)

Andre arbejder:
- Daguerreotypier på Kulturhistorisk Museum Randers, Vendsyssel Historiske Museum, Ebeltoft Museum og Det Kongelige Bibliotek